# Townland

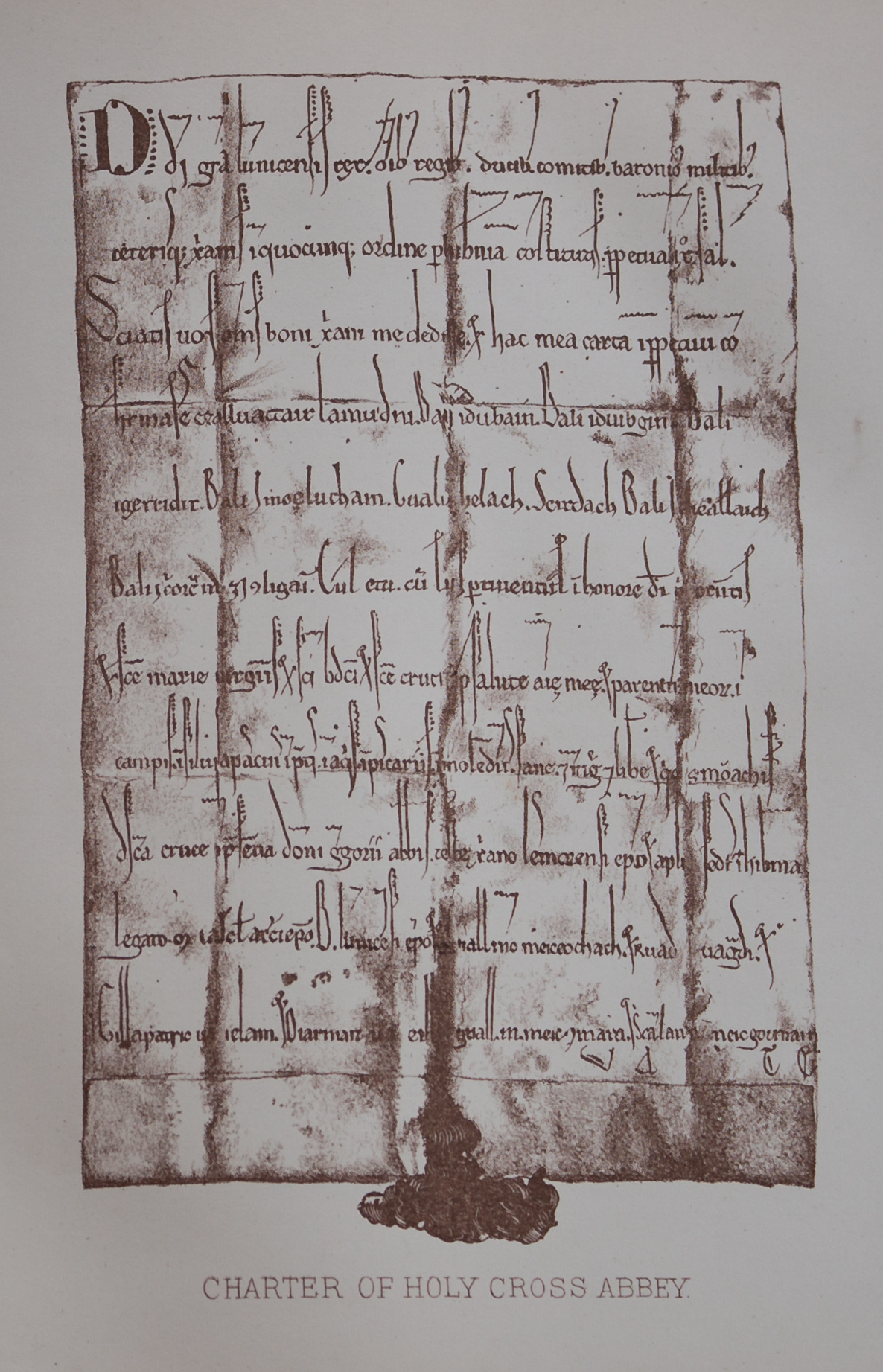
Gründungsurkunde aus dem 12. Jahrhundert der Holy Cross Abbey, in der die Townlands der von König Domnall Ua Briain gestifteten Ländereien benannt werden, die teilweise bis heute noch den Namen beibehalten haben.

Ein Townland (irisch baile fearainn) ist die kleinste administrative Flächeneinheit in Irland, in etwa vergleichbar mit einer Gemarkung in Deutschland oder einer Katastralgemeinde in Österreich. Aus Townlands werden Wahlbezirke zusammengesetzt und Townlands finden bei Postanschriften und der Erhebung statistischer Bevölkerungszahlen Verwendung. Ebenso wurden die Gemeinden aus Townlands gebildet und im 19. Jahrhundert basierte die steuerliche Bewertung des Landes auf den Townlands.
Obwohl die systematische Dokumentation des Landes in Irland erst im 17. Jahrhundert begann, sind die Ursprünge des Townland-Systems sehr viel älter. Viele Townlands und die damit verbundenen Strukturen lassen sich bereits vor der anglo-normannischen Invasion im 12. Jahrhundert nachweisen und gehen wohl bis auf die Eisenzeit zurück. Townlands stehen häufig in enger Beziehung zu den lokal ansässigen Familien, sind daher identitätsstiftend und ihre Namen und Grenzziehungen bilden eine Grundlage für die Erforschung der Regionalgeschichte.
Auch wenn die Ursprünge älter sind, geht die endgültige Festlegung der Townlands auf den Ordnance Survey zurück, der von 1833 bis 1846 die erste Serie der 6-Inch-Karten Irlands herausgab, in der die Grenzen sämtlicher 62.205 Townlands eingezeichnet waren. Seit 2007 gibt es intensive Bemühungen, die korrekten irischen Namen der Townlands zu erforschen und in einer Datenbank zur Verfügung zu stellen.

## Ursprünge
Vor den Stadtgründungen der Wikinger (wie etwa Waterford im 9. Jahrhundert) gab es in Irland keine stadtähnlichen Siedlungen. Stattdessen gab es mindestens 150 Kleinkönigreiche (irisch tuath) mit jeweils etwa 3.000 Einwohnern, die typischerweise eine zusammenhängende landwirtschaftliche Nutzfläche besiedelten. Diese Flächen waren die wichtigste Ressource der frühmittelalterlichen Gesellschaft und ihre Aufteilung diente nicht nur der angemessenen Ressourcenverteilung, sondern auch der Organisation der Abgaben. Das Land gehörte größtenteils Familienverbänden (irisch fine), die über die männliche Linie des Urgroßvaters definiert wurde.
Die Aufteilung des Lands erfolgte innerhalb eines Tuath auf mehreren Ebenen, die regional unterschiedlich ausgeprägt waren. Auf dem Gebiet der Countys Derry, Donegal und Tyrone gab es beispielsweise als größte Einheit das Ballybetagh (irisch baile biataigh; wörtlich übersetzt: ein Territorium, das Nahrung gibt) mit jeweils vier Quarters (irisch ceathrú, „Viertel“) bzw. 16 Ballyboes (irisch baile bó, „Kuh-Land“) bzw. 32 Sessiaghs (irisch seisíoch, „Sechstel“, ursprüngl. ein Sechstel eines Viertels), wobei die Ballyboes in etwa den heutigen Townlands entsprechen. Ein Ballybetagh war dabei jeweils einem Tuath und damit einem herrschenden Familienverbund zugeordnet und entsprach einem außerordentlich großen Landbesitz. Beispielsweise wird in Tyrone die Größe eines Ballybetaghs auf ca. 5760 Acre geschätzt (das sind ca. 23,3 km²). Somit sollte nicht davon ausgegangen werden, dass ein Ballyboe (in Tyrone durchschnittlich 360 Acre = 1,45 km²) einem von einer Kleinfamilie bewirtschafteten Bauernhof entspricht. Möglicherweise war zwar ein Ballyboe einer Familie zugeordnet, die diesen Grund jedoch nicht allein bewirtschaftete, sondern in Verbund mit weiteren Familien, die kein Land besaßen.

## Vermessungen in der Neuzeit

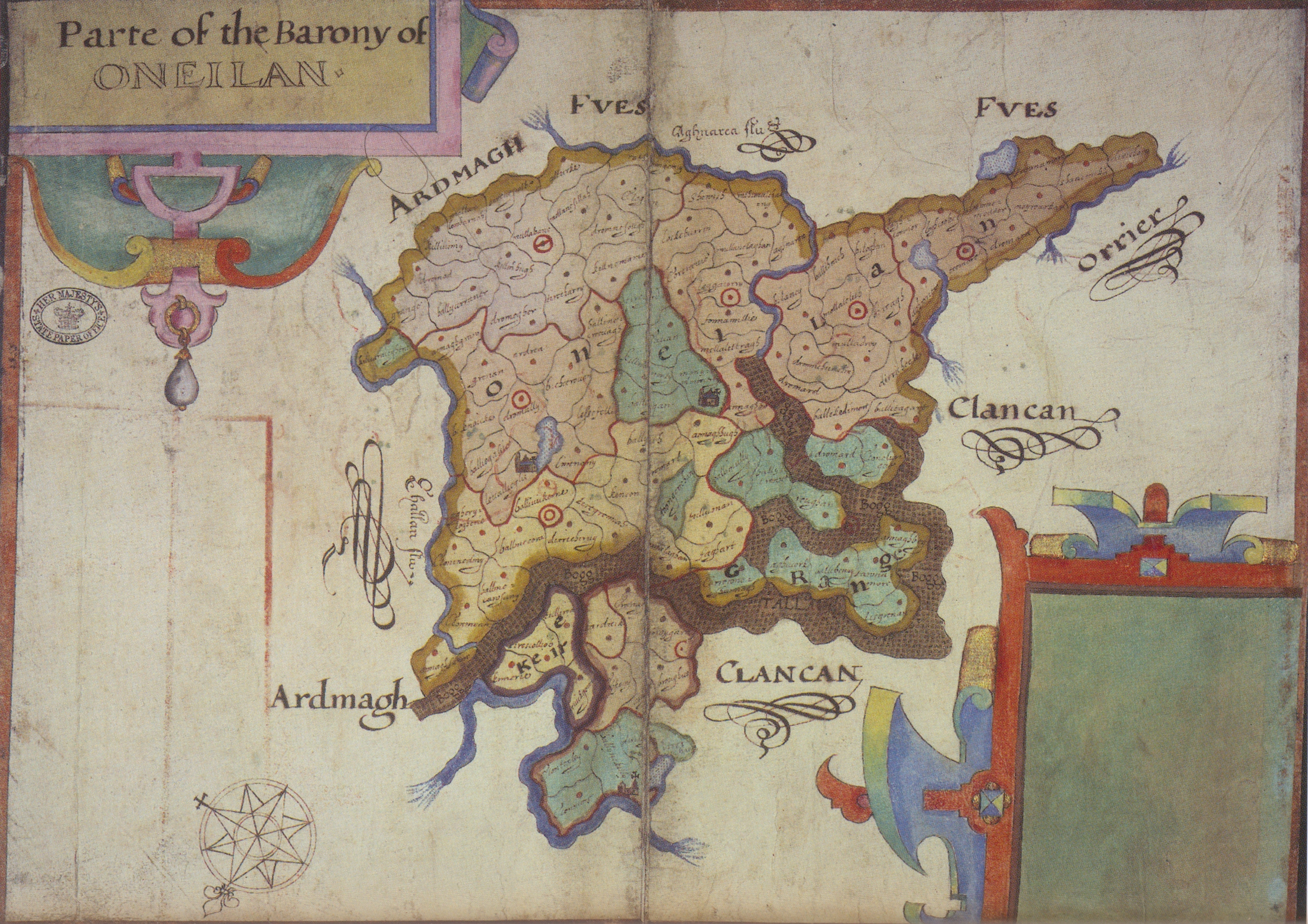
Von Josias Bodley 1609 angefertigte Karte der Baronie Oneilland, County Armagh, in der die Townlands eingezeichnet und benannt sind

Die Flucht der Grafen nach dem neunjährigen Krieg (1594 bis 1603) eröffnete Jakob I. den Weg, in Ulster die Landbesitzungen zu konfiszieren, um dort Einwanderer aus England, Schottland und Wales anzusiedeln. Damit die umfangreiche Landvergabe in geordneter Weise ermöglicht wurde, musste das Land zuerst vermessen und kartografiert werden. Bereits Ende des 16. Jahrhunderts war Ulster in Counties aufgeteilt, die jeweils in mehrere Baronien unterteilt wurden, die den vorherigen Ballybetagh entsprachen. Die Feinheiten der irischen Landaufteilung wurden damals von den Landvermessern noch nicht verstanden. Die Vermesser versuchten, den Aufteilungen Flächenmaße gegenüberzustellen und gingen beispielsweise davon aus, dass ein Ballybetagh etwa 1.000 Acre entsprechen würde. Unter der Leitung von Josias Bodley (1550–1618) wurden 1609 Karten aller Baronien in Ulster angefertigt. Dabei griff Bodleys Team auf die Hilfe der ansässigen Bevölkerung zurück und erfuhr von dieser die Namen und ungefähre Lage der Townlands.
Weitere Vermessungen und Kartierungen erfolgten im 17. und 18. Jahrhundert, die jeweils regional begrenzt und nicht dazu geeignet waren, die Grenzziehungen der Townlands belastbar zu dokumentieren. Analysen des vorhandenen Kartenmaterials zu Beginn des 19. Jahrhunderts stellten fest, dass vier Baronien des County Armagh noch am besten erfasst waren mit Karten im Maßstab von 8 Inches für eine Meile. Die nächstbesten Karten gab es von David Aher für den County Kilkenny im Maßstab von 4 Inches für eine Meile, die jedoch bereits zu ungenau waren, um die Fläche eines Townlands zu bestimmen. Teilweise waren die Karten bereits verloren gegangen und es standen nur Listen mit Townlands zur Verfügung, die zur Besteuerung herangezogen wurden.
1824 und 1825 wurde in Irland die gesetzliche Grundlage für die Vermessung und Kartografierung der gesamten Insel gelegt. Die Leitung des Projekts wurde Richard Griffith übertragen und er überließ die eigentliche Vermessung Thomas Frederick Colby, dem Leiter des Ordnance Survey. Colby war bereits ein angesehener Experte in der Anwendung der Triangulation, der Astrogeodäsie und der Technik der Basismessungen. Zu den Aufgaben gehörte die Kartografierung Irlands im Maßstab von 6 Inches für eine Meile und sah ausdrücklich die Erfassung der Townlands und ihrer Grenzen vor. Die Kosten des Projekts wurden zunächst auf insgesamt 300.000 Pfund veranschlagt, wobei ein Drittel der Summe für die Vermessung der Townlands vorgesehen war.
Griffith legte die Vorgehensweise für die Erfassung der Townlands fest. Von jeder Barony wurden als Grundlage die bisherigen Townland-Listen genommen, die zunächst mit Hilfe der Landbesitzer und der existierenden Karten, soweit vorhanden, überprüft wurden. Dabei wurden auch Townlands berücksichtigt, die bislang in den Listen fehlten, aber in der Nachbarschaft seit mindestens 50 Jahren bekannt waren. Dann wurden jeweils von der lokalen Bevölkerung Helfer rekrutiert, die sich mit der Grenzziehung der Townlands auskannten. Mitarbeiter des Ordnance Survey fertigten bei der Besichtigung vor Ort sogleich Skizzen zur Dokumentation der Townland-Grenzen an. Dies war nicht immer problemlos möglich, bei Grenzstreitigkeiten oder Ödland mussten die Grenzen häufig durch die Mitarbeiter selbst relativ willkürlich festgelegt werden. Dies führte auch zu unvorhergesehenen Vermehrungen der Townlands. Beispielsweise wurden in Inishowen aus ursprünglich nur 180 nach der Vermessung 304 Townlands. Dies trug auch erheblich zur Kostensteigerung des Projekts bei. Teilweise wurden auch Townlands zusammengelegt oder aufgeteilt, wenn die Größen ungeeignet erschienen. Bei Aufteilungen wurden überwiegend die ursprünglichen Namen übernommen und mit east, west, upper, lower usw. ergänzt. Beginnend mit dem County Londonderry im Jahr 1833 und bis zu County Kerry im Jahr 1846 wurden die topografischen Karten für jeden County sukzessive veröffentlicht. Die Townlands wurden in der ersten Auflage sehr zurückhaltend eingezeichnet mit in kursiv gesetzten Namen und gepunkteten Grenzen. Direkt unter den Namen der Townlands wurden die Flächen spezifiziert in Acres, Roods und Perches (1/160 Acre).